# Centre de valorisation du patrimoine vivant
Le Centre de valorisation du patrimoine vivant (CVPV), usuellement appelé ès TRAD, le Centre de valorisation du patrimoine vivant, est un organisme destiné à la promotion et à la diffusion du patrimoine culturel immatériel (chant, musique, danse, savoir-faire, conte) fondé en 1981, à Québec, Canada.
L'organisation fait partie des ONG québécoises partenaires de l'UNESCO, en lien avec la Convention pour la sauvegarde du patrimoine culturel immatériel.

## Description
Le Centre de valorisation du patrimoine vivant organise des événements culturels comme des festivals, des spectacles, des formations, des animations, des conférences, etc. L'organisme travaille en collaboration avec quelques partenaires, dont la Ville de Québec et le Musée de la civilisation de Québec.

### Projets récurrents

#### Les Rendez-vous ès TRAD
« Les Rendez-vous ès TRAD » est un festival annuel composé de spectacles et d'activités de formation, de conférences et d'activités spéciales comme des randonnées chantées, des veillées de danse et des soirées de contes et de légendes. Le festival se déroule dans les voûtes de la Maison Jean-Baptiste-Chevalier, dans le quartier Petit-Champlain, à Québec. L'organisme présente aussi « Les p'tits rendez-vous ès TRAD », une série de spectacles offerts entre les mois de septembre et avril,,. Plusieurs artistes notables se sont produits à ces événements, comme Michel Faubert, La Bottine Souriante, Le Rêve du diable, Nicolas Quemener, etc.

#### L'Atelier du patrimoine vivant
« L'Atelier du patrimoine vivant » présente durant la période estivale le travail d'artisanes et d'artisans issus de divers savoir-faire, dans les voûtes de la Maison Jean-Baptiste-Chevalier, depuis 1994 ou 1995.

#### Cap ès TRAD
« Cap ès TRAD » est une émission de radio consacrée à la musique traditionnelle et au patrimoine vivant, diffusée sur les ondes de CKRL-FM, à Québec.

## Histoire

### Décennie 1980
En 1981, Danielle Martineau fonde un organisme appelé « Les Danseries de Québec », ayant pour but de faire la promotion de la musique et de la danse traditionnelle.
Le 18 septembre 1986, un événement public a lieu à L'Anglicane de Lévis. Deux cassettes de musique traditionnelle québécoise sont lancées : Les Danseries de Québec... de l'autre bord de l'eau (suite d'une cassette parue antérieurement nommée Les danseries de la Belle Province) et une autre mettant en vedette André Alain, un violoneux de Saint-Basile, ville de la région de Portneuf. La même soirée, une assemblée générale est tenue et l'organisme change de nom pour « Centre de valorisation du patrimoine vivant », une appellation qui, selon la direction, est mieux adaptée aux mandats et aux objectifs de l'organisation.
En 1987, l'organisme, dirigé par Lisa Ornstein, est en difficulté financière. La Loi sur les biens culturels du gouvernement du Québec semble ne considérer que le patrimoine matériel et écarter l'héritage culturel intangible. Le programme gouvernemental « Connaissance et animation du patrimoine », finançant significativement l'organisme, est aboli. Le Centre manque de fonds pour mener à bien son fonctionnement ; Lisa Ornstein démissionne de la direction générale. Alyne Lebel, présidente de la table Patrimoine/Histoire du Conseil de la culture de la région de Québec, et Lisa Ornstein écrivent une lettre ouverte dans le journal Le Soleil et dénoncent l'absence de politique sur le patrimoine immatériel au sein du Ministère des Affaires culturelles.

### Décennie 1990
Le 7, 8 et 9 décembre 1990, le Centre organise un rendez-vous regroupant violoneux et conteurs au Théâtre Petit Champlain et au Domaine de Maizerets. Quelques artistes notables s'y produisent, notamment Nathalie MacMaster et Gervais Lessard. Michel Faubert est le responsable de la programmation. L'organisme continue à proposer des soirées de danse et de musique traditionnelle. À titre d'exemple, le 16 mars 1991, une soirée a lieu au Domaine de Maizerets et rassemble Réjean Lizotte à l'accordéon, Joseph Pelletier au violon, Denis Pépin au piano et Pierre Chartrand à l'animation.
En juin 1992 ont lieu les premiers États généraux du patrimoine vivant au Québec. Des représentants de toutes les régions du Québec se rassemblent dans la capitale pour discuter des enjeux entourant le patrimoine culturel immatériel de la province. Quelques mois plus tôt, le Centre annonce une série d'initiatives : conférences avec divers acteurs du milieu comme Jean Duberger, André Gladu et Breda Pavlič (représentante de l'UNESCO) ainsi que des excursions dans des municipalités comme Sainte-Agathe-de-Lotbinière, Saint-Sylvestre et l'Île d'Orléans pour découvrir des danses traditionnelles régionales. L'organisation est alors dirigée par Jean-Pierre Chénard.
La première édition du Festival international des arts traditionnels a lieu en décembre 1991. Des spectacles sont présentés au Théâtre Petit-Champlain, à l'Institut canadien et au bar-spectacles Le D'Auteuil. L'année suivante, le festival prend le thème de « présence francophone en Amérique » et accueille des artistes du Cap-Breton, de la Louisiane et du Québec.
En 1995 a lieu l'une des premières éditions de « l'Atelier du patrimoine », à la maison Bruneau-Rageot-Drapeau de la Place Royale, à Québec. Des praticiens issus des métiers d'art y présentent leur travail, notamment l'artiste chapelière Mireille Racine qui a remporté le « premier prix du Concours international du Musée du chapeau de Chazelle-sur-Lyon », en France. Les voûtes de la Maison Jean-Baptiste-Chevalier accueille les artisans chaque été.

### Décennie 2000
En 2001, le Centre s'installe officiellement dans les voûtes de la Maison Jean-Baptiste-Chevalier, dans le quartier Petit-Champlain, à Québec.
En 2008, le Festival international des arts traditionnels change de nom et devient « Les Rendez-vous ès Trad ». Le groupe Les Chauffeurs à pieds s'y présente pour fêter ses 10 ans. D'autres groupes comme Le Vent du Nord sont également de la partie.

### Décennie 2010
En 2010, les P'tits rendez-vous ès TRAD sont lancés. Organisé par des bénévoles, le projet offre une programmation consacrée à la musique et à la chanson traditionnelle québécoise, en plus d'accueillir des artistes internationaux. Les spectacles sont offerts tout au long de l'année dans les voûtes de la Maison Jean-Baptiste-Chevalier.
En 2019, le Centre lance un projet d'œuvre artisanale collective dans l'arrondissement du Vieux-Québec. À partir d'ateliers menés par des spécialistes de broderie, de crochet, de paperolle, de crocheté sur jute et de feutre, les participants réalisent une œuvre rassemblant une centaine de pièces. Cette œuvre est exposée dans plusieurs endroits du Vieux-Québec, comme l'Îlot-des-Palais, le Musée du Pôle culturel du Monastère des Ursulines de Québec et la Place d'Armes.

### Décennie 2020
En 2021, Ès Trad remporte le Prix Ville de Québec lors du Gala d'excellence en art et culture de Capitale-Nationale et Chaudière-Appalaches. En 2023, à l'occasion de l'ouverture du Festival Trad Montréal présenté par EspaceTrad, l'organisme reçoit le Prix Aldor, catégorie «entrepreneuriat».